# رائول خولیا
رائول خولیا (انگلیسی: Raúl Juliá؛ ۹ مارس ۱۹۴۰ – ۲۴ اکتبر ۱۹۹۴) هنرپیشه آمریکایی بود. از فیلم‌هایی که وی در آن نقش داشته‌است، می‌توان به صبح روز بعد، بوسه زن عنکبوتی، فرانکشتاین نامحدود، مواضع سازشکارانه، چشمان لورا مارس و طلوع خورشید تکیلا اشاره کرد.